# دكتاتور

ارتكب جيش النظام السوري بأوامر من الدكتاتور السوري بشار الأسد فظائع على نطاق غير معهود بحق السكان المدنيين خلال الحرب الأهلية السورية. وشمل ذلك مئات الهجمات بالأسلحة الكيماوية مثل هجوم الغوطة الكيماوي، وهو أكبر هجوم كيماوي في القرن الحادي والعشرين.

الدكتاتور أو الدكتاتوري (باللاتينية: dictātor) (جمع: دكتاتوريون) (قد تُعرب المستبد أو الاستبدادي أو الطاغية) هو الحاكم الذي لا يحكم عبر الوسائل الديمقراطية. عندما تدعو بلدان أخرى رأس الدولة لبلد معين بأنه دكتاتور، فتلك الدولة توصف بالدكتاتورية. الكلمة نشأت من لقب القاضي في روما القديمة والذي كان يعين من قبل مجلس الشيوخ لسيادة الجمهورية في أوقات الطوارئ.
كحال مصطلح طاغية (والذي كان في الأصل لقبا محترماً في اليونان القديم)، وبدرجة أقل «مستبد»، أصبح «الدكتاتور» يستخدم حصرياً كمصطلح دون لقب للقمع، والحكم الفاسد.
في الاستخدام المعاصر، يستخدم المصطلح «دكتاتور» بشكل عام لوصف حاكم يسيء استخدام السلطة الشخصية، خاصة تلك السلطة التي تجعل القوانين دون سيطرة فعالة من قبل السلطة التشريعية. غالبا ما تتميز الدكتاتوريات ببعض الصفات التالية:
تعليق الإنتخابات أو تزويرها، وتعليق الحريات المدنية؛ إعلان حالة الطوارىء؛ الحكم بمرسوم؛ قمع المعارضين السياسيين دون الالتزام بسيادة القانون إضافة إلى دولة الحزب الواحد، وعبادة الشخصية.

## الدكتاتورية الّذين لا يزالون حاليا في السلطة
حسب مؤشر الديمقراطية لسنة 2014 ومجلة ذي إيكونوميست
 وقائمة سالبي حرية الصحافة من مراسلون بلا حدود العالمي لحرية الصحافة 2013 نجد هذه القائمة:

| ديمقراطيات كاملة: 9.00-9.99 8.00-8.99 | ديمقراطيات معيبة: 7.00-7.99 6.00-6.99 | أنظمة هجينة: 5.00-5.99 4.00-4.99 | أنظمة سلطوية: 3.00-3.99 2.00-2.99 1.00-1.99 |
  معطيات غير متوفرة، غير مصنفة

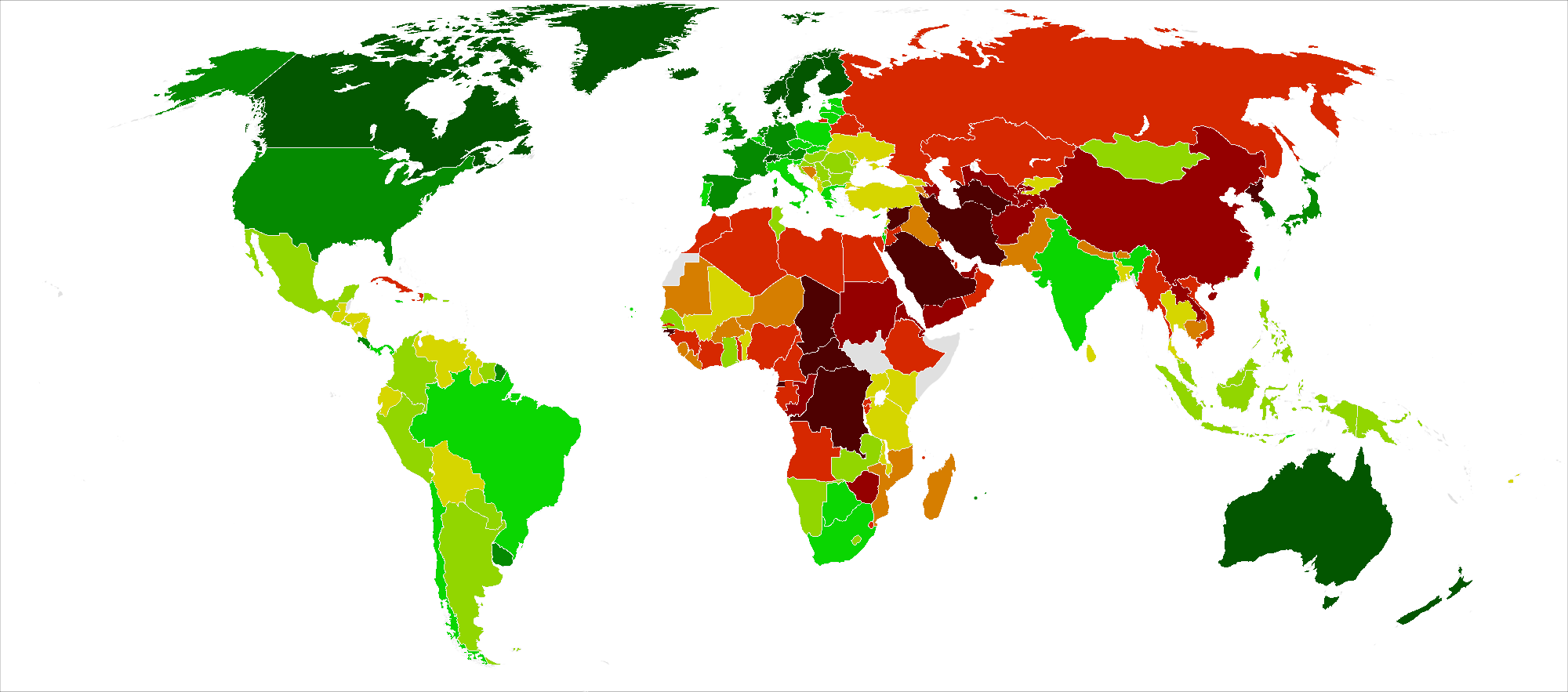
مؤشر الديمقراطية لسنة 2014، اللون الأخضر يمثل الدول الأكثر ديمقراطية
ديمقراطيات كاملة:
9.00-9.99
8.00-8.99
ديمقراطيات معيبة:
7.00-7.99
6.00-6.99
أنظمة هجينة:
5.00-5.99
4.00-4.99
أنظمة سلطوية:
3.00-3.99
2.00-2.99
1.00-1.99
معطيات غير متوفرة، غير مصنفة

- أسياس أفورقي، رئيس دولة إريتريا منذ 24 مايو 1993
- ألكسندر لوكاشينكو، رئيس بيلاروسيا منذ 20 يوليو 1994
- تيودورو أوبيانغ، رئيس دولة غينيا الاستوائية منذ 3 أغسطس 1979
- علي خامنئي، قائد الجمهورية الإسلامية الإيرانية منذ 4 يونيو 1989
- كيم جونغ أون، رئيس كوريا الشمالية منذ 17 ديسمبر 2011
- مسواتي الثالث، ملك سوازيلاند منذ 25 أبريل 1986 (من حكام الملكية المطلقة في العالم)

مصدر: